# Antaplaga hachita
Antaplaga hachita là một loài bướm đêm trong họ Noctuidae.